# Bataille de Chustenahlah
Guerre de Sécession
Batailles
Campagne du Trail of Blood on Ice
- Round Mountain
- Chusto-Talasah
- Chustenahlah

La bataille de Chustenahlah s'est déroulée dans le comté d'Osage en Oklahoma, (alors Territoire indien) le 26 décembre 1861, pendant la guerre de Sécession. Un groupe de 9 000 Amérindiens pro-unionistes sont forcés de fuir vers le Kansas dans un froid glacial et la neige, dans ce qui est aujourd'hui connu comme la campagne du Trail of Blood on Ice.
Les troupes confédérées entreprennent une campagne pour réprimer les amérindiens sympathisants de l'Union dans le Territoire indien et en consolider le contrôle. Elles attaquent le groupe de Creeks et de Séminoles du chef Opothleyahola (commandés par le chef Halek Tustenuggee) à Round Mountain et à Chusto-Talasah. Les confédérés veulent en finir avec les Amérindiens en les attaquant dans leur camp à Chustenahlah (altération du mot cherokee « U-s-ta-la-na », signifiant une bande ou banc de sable dans un ruisseau ou une crique) situé dans une anse bien protégée à Bird Creek. Le colonel James M. McIntosh et le colonel Douglas H. Cooper, commandant le département Indien, planifient une attaque conjointe avec chacune de leur colonne convergeant vers le camp à partir de différentes directions. McIntosh quitte Fort Gibson le 22 décembre 1861 avec 1 380 hommes.
Le 25 décembre 1861, il apprend que la force de Cooper ne pourra pas se joindre à la sienne pour un moment, mais il décide de lancer l'attaque le lendemain, bien qu'il soit en infériorité numérique et qu'il fait face à des conditions météorologiques de froid extrême. McIntosh attaque le camp à midi. Les 1 700 défenseurs pro-unionistes sont retirés dans des taillis le long de la pente de la colline escarpée. McIntosh conçoit un plan pour parvenir sur la crête, avec la South Kansas-Texas Cavalry (connue aussi sous l'appellation de 3rd Texas) ordonne de charger directement sur l'escarpement à pied. Le 11th Texas progresse sur leur gauche en utilisant un défilé pour se camoufler, pendant que le 6th Texas fait un mouvement tournant sur la droite. Alors que l'attaque confédérée progresse, les Amérindiens commencent à reculer, se mettant à couvert pendant un moment et reculant de nouveau. Le retraite devient une déroute quand les fédéraux atteignent leur camp. Les Amérindiens tentent de défendre leurs positions mais sont repoussés de nouveau vers 16 heures. Les survivants s'enfuient ; beaucoup rejoignent directement le Kansas où ils retrouvent des unionistes. Le colonel Stand Watie, avec 300 Cherokees combattant pour la Confédération, interceptent les Creeks et Séminoles qui s'enfuit, et en tuent 15. Le groupe du chef Opothleyahola ne fait plus aucune résistance. Les confédérés leur permettent de partir ; il cheminent vers fort Row, au Kansas. Près de 2 000 meurent à leur arrivée ou peu après, en raison de l'exposition au froid et à la maladie.
Les confédérés victorieux capturent 160 femmes et enfants, 20 Noirs, 30 chariots, 70 paires de bœufs, environ 500 chevaux des Amérindiens, plusieurs centaines de têtes de bétail, 100 moutons, et une grande quantité de ravitaillement. Les pertes sont de 9 tués et 40 blessés pour les confédérés. Le colonel McIntosh dans son rapport officiel estime les pertes amérindiennes à 250.

## Ordre de bataille
Brigade de McIntosh (Confédération) – colonel James McQueen McIntosh
- 5 compagnies, South Kansas-Texas Cavalry – lieutenant-colonel Walter P. Lane
- 6th Texas Cavalry Regiment – lieutenant-colonel John S. Griffith
- 7 compagnies, 11th Texas Cavalry – colonel W. C. Young
- 4 compagnies, 2nd Arkansas Mounted Rifles – capitaine William Gipson
- Compagnie du Texas de Bennett – capitaine Bennett

Commandants indiens principaux (Union) – chef Opothleyahola (Creeks), chef Halek Tustenuggee et Billy Bowlegs (Séminoles)